# Stejăreni, Strășeni
Stejăreni este un sat din comuna Lozova, raionul Strășeni, Republica Moldova.

## Istorie
În izvoarele documentare timpurii din sec. XIV – XV satul actual Stejăreni este atestat cu denumirile: Cârlanei, Cârlani, Gârlanici, sat în hotar cu Mănăstirea și prisaca lui Chiprian, în hotar cu Ciuciulenii. Tot în această perioadă sunt menționate și toponimele Poiana Cârlanilor, în hotar cu Mănăstirea Căpriana și Podul lui Gârlanici, adică pod lângă Cârlani.
Cel mai timpuriu Podul Gârlanici este menționat într-un uric al domnitorului Alexandru cel Bun din 25 aprilie 1420, prin care el dăruiește panului Oană vornic pentru slujbă dreaptă și credincioasă 10 sate pe Bucovăț și dreptul de a-și întemeia prisăci, câte va putea, indicându-le și hotarul:
„Din mila lui Dumnezeu, noi, Alexandru voievod, domn al Țării Moldovei. Facem cunoscut, cu această carte a noastră, tuturor celor care o vor vedea sau o vor auzi citindu-se, că această adevărată slugă a noastră și credincios boier, pan Oană vornic, a slujit mai înainte sfântrăposaților noștri înaintași cu dreapta și credincioasa slujbă, iar astăzi ne slujește nouă cu dreapta și credincioasa slujbă. De aceea, noi, văzând dreapta și credincioasa lui slujbă către noi, l-am miluit cu deosebita noastră milă și i-am dat în țara noastră, în Moldova, satele anume Corneștii, și Miclăușeni, și Lozova, și Săcărenii, și Vornicenii, și Dumeștii și Țigăneștii și Lavreștii și Sadova și Homicești. ...

Iar hotarul acestor sate care sunt la Bucovăț, să fie începând de la mănăstirea lui Vărzar, pe deasupra prisăcii lui Acibco, pe vârful Horodiștei, la vârful Lozovei, la podul lui Gârlanici, de la Fântâna Mică până la Fântâna Mare, iar dela Fântâna Mare, pe deasupra, la poiana Târnaucăi, de la poiana lui Chiprian, cu moara de pe Bâc, din Lunca cea Mică, și către Poroseci, și de la Poroseci la gura Pitușcăi, la seliștea lui Tigomir, iar de la seliștea lui Tigomir, pe deasupra Homiceștilor și pe deasupra Sadovei, și de la obârșia Sadovei la gura Conelii, iar de la gura Conelii, pe deasupra, la mănăstirea lui Vărzar. Și în acest hotar să-și întemeieze prisăci, câte va putea să întemeieze. Și îi întărim hotarele vechi, pe unde au folosit din veac.

...

Iar pentru mai mare întărire a tuturor celor mai sus-scrise, am poruncit slugii noastre credincioase, pan Isaia logofăt, să scrie și să atârne pecetea noastră la această carte a noastră.

La Suceava, în anul 6928 <1420> aprilie 25.”
Acest hrisov al lui Alexandru cel Bun pentru prima dată a fost publicat în vol. I al lucrării „Documente moldovenești înainte de Ștefan cel Mare”, semnat de profesorul ieșean Mihai Costăchescu, unde l-a însoțit cu un detaliat comentariu și concluzionând spre sfârșit, că „Dacă în adevăr Vena vornicul de Suceava este aceeași persoană cu Oană vornicul de Suceava, atunci satele cuprinse în uricul din 1420 au fost dobândite prin danie sau cumpărătură după 1415, aprilie 13, când nu le mai avea în stăpânirea sa și au fost înstrăinate înainte de 1428, decembrie 28 și 1429, iunie 3, când nu le mai găsim în stăpânirea fiilor săi”.
Documentul este extrem de important, pentru că ne arată regiunea Bucovățului , de dincolo de Prut, locuită și având o proprietate întemeiată încă din veacul al XIV-lea, dacă nu mai veche, iar sintagma toponimică „în vârful Lozovei, la podul lui Gârlanici” din documentul citat indică, probabil, în mod indirect existența unei localități, adică a satului Cârlani. 
Adevărul constă în faptul, că la „vârful Lozovei”, la o înălțime de circa 400 m exista localitatea Cârlani, cea mai apropiată de Lozova, pe de-a dreptul peste pădure, doar la o distanță de 2 km și acolo se află un pod cu denumirea de Podul lui Gârlanici, adică al Cârlanilor, scris de pisari prin litera ”G” în loc de „C” (nota autorilor). Altă localitate cu o așa toponimie prin împrejurimi n-a existat și n-a fost cunoscută, nici de actele arhivistice vechi și nici de localnicii din împrejurimi.
Acelaș Pod Gârlanici este amintit ulterior într-un document din 13 mai 1812. „Hotărnicia moșiei Vărzărești de pe Bâc făcută de spătarul Constantin Catargiu”, în care sunt pomenite documentele vechi ale moșiilor din vecinătate, inclusiv ale mănăstirii Căpriana și care vorbește despre un litigiu de hotar apărut între moșia stolnicului Zamfirache din Vărzărești și moșia mănăstirii Căpriana: „Și cerându-se dela mănăstire scrisorile în pricina aceasta, mai întâi au arătat un ispisoc sârbesc den velet 6928 (1420), aprilie 25 de la Alexandru Voievodu prin care face danie lui Vena vornicu aceste sate... ce sunt toate pe Bâcovăț a cărora hotar să începe de la mănăstirea lui Varzar și merge pe la vârf prisăcii lui Acipco și pe la zare Cetățuei, la fundul Loznovii și de acolo la Podul lui Grelanici...”
O mențiune documentară directă a localității găsim în documentul domnitorului Alexandru cel Bun din 10 februarie 1429, prin care el dăruiește soției sale Marena și fiului său Petru mănăstirea de la Vișnevăți, unde era egumen Chiprian, cu tot venitul, arătându-i și hotarul, satul Colinăuți, care a fost a lui Cristea, satele Vrănești, Belești, Gîndrești, Prijolteni, Hrișanii ș.a., la Botne, cu hotarele lor vechi, precum și robi țigani: Șolpan, Aliman, Nan Șetriman, cu frații și copiii săi etc. „Iar hotarele acestei mănăstiri – se spune în document – să fie începând din jos, unde cade Mulovatețul în Vișnevăț, apoi în sus pe Vișnevăț până la obârșie și toate poienele de deasupra Vișnevățului până în hotarul cneaghinei; și de la mănăstire de-a curmezișul, la Târnauca, apoi peste Târnauca, de-a curmezișul la Cârlani, înapoi la hotarul cneaghinei”.
Analizând documentul respectiv, în lucrarea sa „ Mănăstirea Căpriana, de la întemeiere până în zilele noastre”, Gheorghe Postica menționează, că deja la 1429 domeniul mănăstirii Căpriana se compunea din două sectoare: cel de la obârșia Vișnevățului, care era o stăpânire veche a lui popa Chiprian, și cel din sectorul Târnăuca - Cârlani, care la 1420 era parte componentă a moșiei boierului Oană Vornicul din Tutora, primită din mâinile domnitorului Alexandru cel Bun pentru slujbă devotată, fapt consemnat în diploma domnească din 25 aprilie 1420, scrisă în cetatea de scaun de la Suceava, iar la moment, probabil, reprezenta o donație mănăstirii din partea lui Oană Vornicul, efectuată până la moartea sa în 1425.
Mai târziu cu patru decenii satul Cârlani este menționat într-un document al domnitorului Ștefan cel Mare din 7 mai 1470 „Carte domnească de întăritură de la Ștefan cel Mare voievod dată mănăstirii Neamț pentru prisaca lui Chiprian, la Botne, de către Chiajna, fiica lui Alexandru cel Bun și a Marenei, pentru pomenirea părinților ei. „Iar hotarul acestei prisăci – se spune în acest document – să fie începând din jos, de unde cade Molovatețul în Vîșnivăț, apoi în sus pe Vișnivăț, până la obârșie, și poienele de la obârșia Vișnivățului, toate până la hotarul cneaghinei, iar de la mănăstire drept la Târnăuca, apoi peste Târnăuca, drept la Cârlani, înapoi la hotarul cneaghinei. Acesta îi este tot hotarul. Iar ei, pentru aceasta, să-i facă la mănăstire pomenire în fiecare marți, împreună cu părintele ei, Alexandru voievod, și cu doamna lui, Marena, mama ei”.
Probabil în baza acestui document, Enciclopedia Sovietică Moldovenească atestează satul Cârlani cu anul 1470. Cităm: „Stejăreni (până in 1965 Cârlani ). Sat in s/s Lozova, r-nul Nisporeni, RSSM. Situat în nord-estul raionului, la 32 km de centrul raional și la 8 km de stația de cale ferată Bucovăț. Menționat documentar în 1470. La Stejăreni se află o brigadă complexă a sovhozului-fabrică „Lozova”, școala de 8 ani, club cu instalație cinematografică, bibliotecă, punct medical, magazin, creșă”. Însă această dată nu este corectă, deoarece satul este cu mult mai vechi.
Satul Stejăreni cu denumirea de Cârlanei este atestat într-un document din 16 septembrie 1616 (7125) – „Mărturie hotarnică pentru moșia Ciuciuleni din ținutul Lăpușnei alcătuită în timpul domniei lui Radu Mihnea voievod, în care este menționat schitul mănăstirii Căpriana (adică Condrița)”, în care se precizează hotarele moșiei Ciuciuleni, ce aparținea urmașilor boierului Eonașco Banaura: „...am mers tot fundul cu Drăgușenii și am mers până în deal pe d-asupra... de aicea ne-am înturnat pe despre Horohei, și am mers pe vale înnainte și pen Cârlanei am mers spre miazănoapte lungul, și alăturea cu Ulmul și cu mănăstirea Căprianei, rămânând mănăstirea denspre răsărit și înnaente pen codrul până diasupra dialului, am găsit piatre hotăra cheotore colțu cu Vovulcenei și cu Lozova în codru, den aece am încercat toate semnele de hotăra pren cât s-a putut afla den veche, s-au găsit toate bune și adevărate după mărtureserele oamenii bătreni potrevit după uricul ce-l au”.
Poiana Cârlanilor este menționată într-un document din anii 1544–1545 – „Mărturie hotarnică din timpul domniei lui Petru Rareș voievod, pentru moșiile mănăstirii Căpriana, pe care Nicodin dichiul a adus-o la schitul Hâncul”, ce stabilește hotarele acestei mănăstiri: „Hotarul sfinții mănăstiri Căprienii din hotarnică să începi hotarul di la Ișnovăț, ești piatră dinspre răsărit și alta împotrivă, ci ești piste Ișnovăț dispre amiază-zî să hotărăști cu Mimorănii și să coboară dincoaci, în Vale lui Coste și să suia drept la dial, înspre răsărit și ești piatră în muche și purcedi înspre miază-noapti pin vărsătura apii, pin mijlocul poenilor... și mergi prin mijlocul codrului și să coboară la lacul Negru și treci piste vale Ciorăștilor pin poeni să să sue la dial pe Vale Noarbei și iasă deasupra Ciorăștilor păr desupra Răcătului și mergi prin dumbravă spre Bâcovăț și să împreună cu Corneștii... și treci peste Bâcovăț în ținutul Lăpușnei drept la deal și să împreună cu hotarul Cârsteștilor și al Căzăneștilor și a Săcărenilor și mergi pe mijlocul codrilor păr la poiana Cârlanilor și mergi pe margine poienii dinspre amiazizî înspre răsărit mai gios di fundul Vălcinețului...”
În „Dicționarul statistic al Basarabiei” se menționează că satul Cârlani a fost întemeiat în anul 1643 „de către locuitorii veniți din Moldova”. Această dată nicidecum nu poate fi corectă.